# 慈善寺 (北京)
39°58′47″N 116°09′25″E / 39.979747°N 116.156941°E
慈善寺，位于北京市石景山区潭峪路天泰山，是一座集佛教、道教、儒家、民间信仰于一体的“四教合一”的汉传佛教寺院。现设有“北京市石景山区慈善寺文物保管所”，对外开放参观。

## 历史
慈善寺位于北京市石景山区天泰山，始建于明末清初。传说清朝顺治帝在此出家。又传说康熙帝曾多次来天泰山拜祭，或赐匾额，或赐金帛。
民间流传着关于慈善寺由来的传说：清朝康熙年间，有一疯僧来天泰山修行，后来成正果，获朝廷赐为“魔王和尚”。所以慈善寺早年在民间又被称为“魔王和尚庙”。因为疯僧的肉胎与顺治帝很相似，所以民间又衍生出“顺治出家天泰山”的传说。冯玉祥在其所著的《我的生活》一书中，提到当年在慈善寺隐居时说：老爷庙里“只有个乾巴肉胎，头歪歪地望着北京。问这是什么人？和尚附在我耳边低声说‘这是顺治皇帝。’我笑了一下，明明又是和尚捣鬼，不知从哪里打听得顺治有出家之说，就造出谣言，愚弄百姓。”
冯玉祥曾三次隐居慈善寺。第一次是1912年，冯玉祥在天泰山下屯兵，徒步上天泰山，参观了慈善寺，因十分喜欢该寺，便在寺中居住。冯玉祥的军队也在山上种植大量树木，帮周边村子的百姓干了不少实事。第二次是1917年，冯玉祥来到慈善寺“养病”，实为隐居。第三次是1924年，冯玉祥受北洋政府排挤，隐居慈善寺，冯玉祥在隐居中经过思考，最终下山發動甲子政变（又稱北京政變），此次隐居期间，冯玉祥与张学良、杨宇霆、李大钊等人联系密切。冯玉祥前后三次隐居期间，在天泰山先后留下6处石刻，分别为前山的“真吃苦”、“勤俭为宝”和后山的“耕读”、“淡泊”、“灵境”、“谦卦”，字都很大。这些石刻仍存。
中华民国初年马芷庠编著、张恨水审定的《北平旅行指南》中说：“进山门后有七座小庙，号庙七，是乾隆游寺时敕建，是按北斗七星方位排列。”中华人民共和国成立前夕，慈善寺失火烧毁部分建筑。文化大革命期间，多数建筑遭到人为损毁。1980年代之后，慈善寺逐渐引起人们关注。
1999年，慈善寺开始第一期修缮工程。2000年至2004年10月，开展了第二期修缮工程，修缮了卧佛殿、藏经楼等20余座主要建筑。2004年，石景山区人民政府清除了寺前山脚下的一个大垃圾场，从而改善了该寺的环境，过去成群飞舞的苍蝇已很少看到。2005年，慈善寺被列入“人文奥运文物保护计划”，北京市文物局拨款600万元人民币进行抢修，启动第三期修缮工程。第三期修缮工程主要对三皇殿及其他一些配殿挑顶大修，重新油漆彩绘，并且对前两期修缮工程中遗留的部分彩绘问题加以处理，将仍然裸露的部分地面全部铺上青砖，排除火灾隐患，将裸露在古建筑外部的电线进行埋管处理，安装避雷针，解决变压器裸露的问题。慈善寺门前还新建一条大约1.3公里长的盘山公路，方便游人前来参观。2007年6月，第三期修缮工程全部完工。
为纪念冯玉祥，在2005年展开的第三期修缮中，另筹数十万元人民币，在冯玉祥故居的基础上建了一个冯玉祥事迹陈列馆。陈列馆按照史料，恢复了冯玉祥当年的居室及客厅的原样，并陈列了冯玉祥居住在慈善寺期间留下的部分实物及著作，以及冯玉祥生平事迹。2005年，北京市石景山区慈善寺文物保管所的工作人员还前往南京的中国第二历史档案馆，搜集有关冯玉祥的资料及图片。2014年4月12日至2014年4月25日，慈善寺文物保管所联合北京李大钊故居管理处，在慈善寺共同开办《“铁肩担道义 妙手著文章”——中国共产党创始人李大钊》专题展览巡展活动。
慈善寺由北京市石景山区慈善寺文物保管所管理。该所是政府全额拨款的事业单位，隶属石景山区。

## 建筑
慈善寺原本没有围墙。从香山“鬼见愁”经山路走到慈善寺需半个多小时，从西山八大处走来需要大约1小时。经常有游客按照老北京的习惯，从香山或八大处爬山到慈善寺参观。在2005年开始的第三期修缮中，慈善寺修建了一圈围墙。
慈善寺原本没有可挂寺牌的山门。在离寺几百米的路边，便开始出现大小殿堂，相互靠近，一直延续至慈善寺大殿附近。慈善寺的主体建筑也看不出整齐的规划，每个大殿内都供奉着属于不同系统的神像。这是因为慈善寺是当地民众多次自发建设而成，当地民众需要供奉什么神，便修建什么殿堂，方才形成比较散乱的布局，成为慈善寺的特色之一。慈善寺中供奉的包括佛教、道教、儒家及各路民间信仰的神仙，是北京地区罕见的“四教合一”的寺院。
慈善寺现存的主要建筑多为明、清建筑原物，占地面积约15万平方米，总建筑面积3000余平方米，共有38座殿宇，100余间房屋。慈善寺的平面布局呈北斗七星状，主要分为正院（西院）、东跨院、后跨院、东山坡、门外殿堂五部分。
- 门外殿堂：[2]
  - 山门、接引佛殿：慈善寺的山门位于崖南，门楼上有文昌庙一间。进门之后是接引佛殿，内供接引佛一尊。山门旁边有砖砌围墙，形成了独立院落。山门和主寺相距一里许，由一条山路相通。[2]
  - 其他殿堂：主寺门前有一排殿堂，自南向北依次为：观音阁、灵官殿、王三奶奶殿、弥勒佛殿、娘娘殿、火神殿、龙王庙、吕祖殿、马王殿。[2]
- 正院（西院）：主体院落分东西两路。[2]
  - 西路：为佛教殿堂，依次为第一进韦驮殿、第二进大悲坛、第三进藏经阁（魔王殿），左配殿为达摩殿、地藏殿，右配殿为盂兰殿、圆通殿。[1][2]
    - 韦驮殿：第一进殿。其他寺院，韦驮殿一般供奉着弥勒佛、四大金刚。慈善寺的韦驮殿是关羽、韦驮共处一殿，弥勒佛则被请到寺外，单建一座弥勒佛殿供奉。[1]
    - 大悲坛：第二进正殿。大悲坛是过去供奉千手千眼观音之所，也是慈善寺殿堂中最重要的一个殿堂。殿顶为正脊龙凤砖雕，正面为双龙戏珠，背面为双凤戏牡丹，两侧山墙还镶有镂空透雕的“墙芯花”各一个。大悲坛还有和玺彩绘，显示了皇家建筑特色。[1][2]
    - 藏经阁（魔王殿）：第三进殿。藏经阁又称魔王殿（魔王老爷殿），每年农历三月十八日开殿一次。该殿为二层，面阔五间。一层塑有魔王坐像，高1.9米，身披黄袍，面朝东南望着京城方向。二层是旧时僧人藏经之所。传说，顺治帝曾在此出家，殿内西墙至今仍悬挂有七言308字的《顺治归山诗》一首，托名顺治帝所作。[1]传说慈善寺是顺治帝的出家地，每日推石上山的“魔王菩萨”便是顺治帝。《顺治归山诗》内有“朕乃山河大地主”、“我本西方一衲子，因何流落帝王家”等句。既然是隐居出家，不应以皇帝的身份说话，故此诗应是后人伪托之作。[6][2]

  - 东路：主体院落东路为道教殿堂，依次为财神殿、三皇殿、斋堂。[2]
- 东山坡：东山坡上有山神庙、天齐庙、玉皇殿等等。[2]
- 东跨院（“灵境”）：寺院后面名叫“灵境”的东跨院是冯玉祥故居，北房五间及厢房已修缮一新，现被辟成爱国主义教育基地“冯玉祥将军事迹陈列室”。陈列室的展览分为：“在祖国的大地上、挥师北伐、治军能手、将军在慈善寺的日子、实物陈列”五个部分。陈列室内收藏有冯玉祥当年使用过的桌椅、卧具、石磨、砚台、亲笔遗嘱、将军服等上百件遗物及老照片（含复制品），悬挂有冯玉祥与张学良等人在慈善寺内的合影。院中有两棵国槐，被称为“夫妻树”，其中一棵是1924年冯玉祥与李德全结婚后合种的。[2]

慈善寺中有一个清朝乾隆五十五年制作的日晷，为中国日晷的形制，表盘上刻有罗马数字，表盘中央刻有“1790”字样，其来历不详。
慈善寺外的山顶处有一座清代燃灯佛塔。山崖上有一个巨大的释迦牟尼浮雕佛头，高4米、宽3.5米，佛唇厚达半米，是由山上裸露出的一块万斤重的大青石雕刻而成，为北京地区最大的石雕佛头。
慈善寺景区内有楸树三棵，到21世纪初，树龄大约四、五百年。2007年5月，慈善寺内的一株有400多年树龄的古楸树开满花朵。楸树是中国珍贵树种，在中国北方较稀少，因为花期短，所以花朵满树的现象罕见。
慈善寺山门外的东山坡及寺后的北山坡上，有冯玉祥当年留下的阴文楷书石刻六处，分别为“真吃苦”、“勤俭为宝”、“耕读”、“淡泊”、“灵境”、“谦卦”，每处均为二、三尺见方，保存完好。
山坡上的罗汉崖石刻罗汉，每个1米见方，姿态各异。有人以为是十八罗汉，数了半天只有十七罗汉，正纳闷间，有人笑告：你站上去，加上你，就是十八个。

## 庙会
慈善寺曾经是京西香火极盛的寺庙之一。《燕京岁时记》载：“每岁三月十八日开庙，香火甚繁。”慈善寺西墙外有多座石碑，有的碑上记载：慈善寺“例于每年三月之望，为古佛成道之期，远近村民、绅商学界、善男信女焚香顶礼者络绎塞途，感灵祈福者争先恐后……诚为一方香火极盛之寺也。”史料记载，从清朝乾隆年间起，如意礼仪钱粮圣会、上吉如意老会、鲜果圣会、放堂圣会等大型民间集会均在慈善寺举行，慈善寺是旧时京西知名的庙会场所之一，也是京西古香道自香山至妙峰山的必经之路。当时，慈善寺上香、游玩者纷至，踩高跷、唱落子的演员也来这里走会。